# ImpressCMS
ImpressCMS es un Sistema de gestión de contenido para la creación y mantenimiento de sitios web, escrito en PHP y que usa una base de datos MySQL. Está creado con la licencia pública general (GPL) y cualquier persona es libre para utilizarlo, modificarlo y redistribuirlo en los términos de la misma.

## Historia
El proyecto ImpressCMS nació a finales de 2007 como resultado de una división en la Comunidad de XOOPS. La primera versión beta fue creada en enero de 2008 y la primera final (1.0) fue publicada en marzo de dicho año como una evolución respecto del proyecto de origen. Las versiones 1.1.x y 1.2.x se centraron especialmente es el añadido de nuevas características para mejorar el sistema; en cambio con la versión 1.3.0 se llevó a cabo una total revisión del código y la implantación de un núcleo distinto, con grandes mejoras en el rendimiento y la velocidad del sistema y en la facilidad para el desarrollo de nuevos módulos.

## Reconocimientos
ImpressCMS obtuvo el tercer lugar en el Packt Most Promising Open Source CMS award, y fue finalista en el 2008 Sourceforge Best New Project award category. Marc-Andre Lanciault, uno de los fundadores y principales desarrolladores del proyecto, también recibió el premio Open Source CMS Most Valued People en 2008.
Primer premio en el 2009 Open Source CMS Award, en la categoría Most Promising Open Source CMS.

## Características
ImpressCMS usa una arquitectura abierta, permitiendo a los administradores añadir módulos en el núcleo del sistema para obtener más funciones. Los mismos han sido desarrollados por una comunidad internacional de desarrolladores, diseñadores y colaboradores y con ellos se pueden gestionar cualesquiera tareas relacionadas con la creación y mantenimiento de contenido web y de una comunidad en línea. 
Las características básicas del sistema son:
- Base de datos: utiliza una Base de datos relacional (actualmente MySQL, aunque está previsto el desarrollo de la posibilidad de usar otras) para almacenar los datos.
- Total personalización de los permisos de los usuarios y de los grupos (categorías) de ellos
- Gestión de perfiles de usuarios y mensajes privados entre los mismos.
- Diseño personalizable mediante la utilización de temas y plantillas (para los módulos).
- Sistema de comentarios integrado en el sistema, con opciones de moderación de los mismos.
- Función de búsqueda en todo el contenido del sitio.
- Soporte a idiomas multi-byte.

## Enlaces relacionados
- Sitio oficial de ImpressCMS
- ImpressCMS en español
- Blogs de los desarrolladores
- ImpressCMS en Ohloh
- ImpressCMS en Sourceforge

- Datos: Q1660390